# CR308 (Luxemburg)
De CR308 (Chemin Repris 308) is een verkeersroute in Luxemburg tussen Koetschette (N23/CR309) en Lipperscheid (N7). De route heeft een lengte van ongeveer 27 kilometer.

## Routeverloop
In Koetschette begint de CR308 op een rotonde met de N23 en de CR309. Vanuit hier gaat de route richting het noordoosten en blijft tot aan Kehmen nagenoeg overal boven de 500 meter boven zeeniveau liggen. Waarna de route vooral tussen Bourscheid en Bourscheid-Moulin (3,5 kilometer) daalt naar 225 meter boven zeeniveau (gemiddelde daling 6,67%). Hierbij wordt het Kasteel Bourscheid gepasseerd. Hierna gaat de route de rivier de Sûre over en sluit aan op de N27. De route volgt hier voor ongeveer 1,4 kilometer de N27 en hoewel de kilometerstenen alleen de N27 aangeven gaat de afstand van de CR308 door. Bij Lipperscheid takt de CR308 weer af van de N27 en gaat door Lipperscheid heen naar de N7 waar de route eindigt. Dit stuk van ongeveer 1,8 kilometer heeft een stijgingpercentage van gemiddeld 6,8%. Tussen Bourscheid en Bourscheid-Moulin en bij Lipperscheid tussen N27 en N7 bevat de route enkele haarspeldbochten.

## Hoogste punt
Het hoogste punt van de route is bij Rindschleiden. De weg zelf is ongeveer 541 meter hoog, echter ligt naast de weg de Napoleonsgaard, de derde hoogste berg van Luxemburg met een hoogte van 554,3 meter.

## Plaatsen langs de CR308
- Koetschette
- Grevels
- Hierheck
- Eschdorf
- Heiderscheid
- Kehmen
- Bourscheid
- Bourscheid-Moulin
- Lipperscheid

## CR308a
De CR308a is een aftakkingsweg van de CR308 ten oosten van Koetschette. De route met een lengte van ongeveer 2,8 kilometer eindigt in de plaats Eschette.

## CR308b
De CR308b is een verbindingsweg van de CR308. De route heeft een lengte van ongeveer 1 kilometer en verbindt de plaats Rambrouch met de CR308.
CR101 ·
CR102 ·
CR103 ·
CR104 ·
CR105 ·
CR106 ·
CR107 ·
CR108 ·
CR109 ·
CR110 ·
CR111 ·
CR112 ·
CR113 ·
CR114 ·
CR115 ·
CR116 ·
CR117 ·
CR118 ·
CR119 ·
CR120 ·
CR121 ·
CR122 ·
CR123 ·
CR124 ·
CR125 ·
CR126 ·
CR127 ·
CR128 ·
CR129 ·
CR130 ·
CR131 ·
CR132 ·
CR133 ·
CR134 ·
CR135 ·
CR136 ·
CR137 ·
CR138 ·
CR139 ·
CR140 ·
CR141 ·
CR142 ·
CR143 ·
CR144 ·
CR145 ·
CR146 ·
CR147 ·
CR148 ·
CR149 ·
CR150 ·
CR151 ·
CR152 ·
CR153 ·
CR154 ·
CR155 ·
CR156 ·
CR157 ·
CR158 ·
CR159 ·
CR160 ·
CR161 ·
CR162 ·
CR163 ·
CR164 ·
CR165 ·
CR166 ·
CR167 ·
CR168 ·
CR169 ·
CR170 ·
CR171 ·
CR172 ·
CR173 ·
CR174 ·
CR175 ·
CR176 ·
CR177 ·
CR178 ·
CR179 ·
CR180 ·
CR181 ·
CR182 ·
CR183 ·
CR184 ·
CR185 ·
CR186 ·
CR187 ·
CR188 ·
CR189 ·
CR190
CR200 ·
CR201 ·
CR202 ·
CR203 ·
CR204 ·
CR205 ·
CR206 ·
CR207 ·
CR208 ·
CR210 ·
CR211 ·
CR212 ·
CR213 ·
CR215 ·
CR216 ·
CR217 ·
CR218 ·
CR219 ·
CR220 ·
CR221 ·
CR222 ·
CR223 ·
CR224 ·
CR225 ·
CR226 ·
CR227 ·
CR228 ·
CR229 ·
CR230 ·
CR231 ·
CR232 ·
CR233 ·
CR234
CR301 ·
CR302 ·
CR303 ·
CR304 ·
CR305 ·
CR306 ·
CR307 ·
CR308 ·
CR309 ·
CR310 ·
CR311 ·
CR312 ·
CR313 ·
CR314 ·
CR315 ·
CR316 ·
CR317 ·
CR318 ·
CR319 ·
CR320 ·
CR321 ·
CR322 ·
CR323 ·
CR324 ·
CR325 ·
CR326 ·
CR327 ·
CR328 ·
CR329 ·
CR330 ·
CR331 ·
CR332 ·
CR333 ·
CR334 ·
CR335 ·
CR336 ·
CR337 ·
CR338 ·
CR339 ·
CR340 ·
CR341 ·
CR342 ·
CR343 ·
CR344 ·
CR345 ·
CR346 ·
CR347 ·
CR348 ·
CR349 ·
CR350 ·
CR351 ·
CR352 ·
CR353 ·
CR354 ·
CR355 ·
CR356 ·
CR357 ·
CR358 ·
CR359 ·
CR360 ·
CR361 ·
CR362 ·
CR364 ·
CR365 ·
CR366 ·
CR367 ·
CR368 ·
CR369 ·
CR370 ·
CR371 ·
CR372 ·
CR373 ·
CR374 ·
CR375 ·
CR376 ·
CR377 ·
CR378 ·
CR379
Routes die cursief vermeld staan, zijn voormalige routes.